# Reisen mit meiner Tante
Reisen mit meiner Tante (Originaltitel: Travels with My Aunt) ist eine britische Filmkomödie aus dem Jahr 1972. Regie führte George Cukor; das Drehbuch beruht auf dem gleichnamigen Roman von Graham Greene. Reisen mit meiner Tante war für mehrere Filmpreise nominiert und wurde 1973 mit dem Oscar für die „Besten Kostüme“ ausgezeichnet.

## Handlung
Der Bankangestellte Henry lernt bei der Einäscherung seiner Mutter seine totgeglaubte, aber quicklebendige und exzentrische Tante Augusta kennen. Augusta erklärt dem schockierten Henry, seine Mutter sei gar nicht seine biologische Mutter gewesen, und lädt ihn in ihre Wohnung ein. Dort nimmt Henry pikiert zur Kenntnis, dass Augusta mit einem nur halb so alten schwarzen Hellseher, von ihr „Wordsworth“ genannt, zusammenlebt.
Henrys Leben, das für seinen Geschmack durch das Auftauchen seiner Tante schon turbulent genug ist, wird noch turbulenter, als Augusta ein Päckchen erhält, das einen abgeschnittenen Finger ihrer großen Liebe Ercole Visconti enthält, der entführt wurde. Die Lösegeldforderung beträgt 100.000 US-Dollar. Augusta fragt Henry, ob er wohl seine Bank ausrauben könne, um das Geld zu beschaffen. Doch er lehnt das ab. Daraufhin wird Augusta von dem zwielichtigen Gangster Crowder angeboten, für ihn 50.000 Pfund nach Istanbul zu schmuggeln und dafür 10.000 Pfund Belohnung zu erhalten. Sie nimmt das Angebot an. Wenige Tage später durchsucht die Polizei Henrys Wohnung und findet in der Urne von Henrys Mutter keine Asche, sondern Marihuana, das von Wordsworth dort versteckt wurde. Tante Augusta taucht auf und fragt Henry, ob er mit ihr nach Paris reisen will. Er stimmt zu, unwissend, dass Augusta in einen Devisenschmuggel verwickelt ist, nur darauf bedacht, der vermeintlichen schlechten Presse wegen der Drogen in der Urne zu entgehen. In Paris besteigen Henry und Augusta den Orient-Express, in dem Henry das Hippie-Mädchen Tooley kennenlernt. Tooley raucht mit ihm Marihuana und verführt ihn. Bei einem Zwischenstopp in Mailand lassen die Entführer Viscontis Augusta ein abgeschnittenes Ohr zukommen. An der türkischen Grenze fliegt jedoch der geplante Devisenschmuggel auf, und Augusta und Henry müssen zurück nach Paris reisen.
Doch Augusta hat bereits einen neuen Plan, wie sie an das Lösegeld herankommt. Sie trifft sich in einem Hotel mit ihrem ehemaligen Liebhaber Achille Dambreuse, der aber einem Herzinfarkt erliegt, bevor Augusta ihm das Geld abschwatzen kann. Sie sucht die Witwe auf, die Augusta kühl abweist. Während Henry Madame Dambreuse zu dem Hotel bringt, in dem Achilles Leiche liegt, stiehlt Augusta aus dem Haus der Dambreuses ein Bild von Amedeo Modigliani, für das sie einst Modell gesessen hatte. Sie will das Bild Crowder verkaufen, um so an das Lösegeld zu kommen. Henry und Augusta geraten über den Diebstahl in einen schweren Streit, in dem Augusta Henry vorwirft, er habe nie etwas riskiert, etwas verloren oder auch nur etwas geträumt. Dies hier sei seine letzte Chance, etwas zu erleben. Als Augusta sich am nächsten Morgen entschuldigt, beichtet sie Henry, dass Visconti sein Vater sei, und Henry erkennt, dass Augusta seine Mutter sein muss. Augusta und Henry reisen, begleitet von Wordsworth, nach Spanien, um dort Crowder zu treffen und ihm das Bild zu verkaufen. Crowder bezahlt 125.000 US-Dollar für das Bild, und das Trio reist weiter in Richtung Nordafrika, um dort das Geld zu übergeben.
An einem einsamen Strand treffen sie Visconti, der in einem Rollstuhl gefahren wird. Kaum hat Augusta das Geld an die Kidnapper übergeben, erhebt sich Visconti aus seinem Stuhl und erklärt, er habe sich diesen Plan ausgedacht, um an das Geld zu kommen. Augusta schwankt zwischen Entsetzen und Enttäuschung und verlässt den Ort gemeinsam mit Wordsworth und Henry. Sie versinkt in tiefer Trauer und leidet an ihrem gebrochenen Herzen, als die beiden Männer ihr eröffnen, sie hätten das Geld noch, Visconti dagegen habe nur Zeitungspapierschnipsel. Augusta geht es schlagartig besser. Henry schlägt vor, mit dem Geld das Gemälde zurückzukaufen und es Madame Dambreuse zu bringen, aber Augusta will nicht. Zur Überraschung aller schlägt Henry daraufhin vor, eine Münze zu werfen. Diese soll entscheiden, ob Henry, Augusta und Wordsworth ein ruhiges, gesetzestreues Leben führen sollen oder ob man den wilden Lebensweg Augustas weiter verfolgt. Er gibt Wordsworth eine Münze, die dieser hoch in die Luft wirft. Der Film endet mit einem Standbild von Henry, Augusta und Wordsworth, die auf die fallende Münze schauen.

## Kritiken
Das Lexikon des internationalen Films urteilt: „Dialoglastige Verfilmung eines Romans von Graham Greene, die zwar nicht die Qualität der Vorlage erreicht, aber dank der hervorragenden Hauptdarstellerin und parodistischer Seitenhiebe gut unterhält.“

## Auszeichnungen und Nominierungen
Oscarverleihung 1973
- Oscar für die „Besten Kostüme“ (Anthony Powell)
- Nominierung für Maggie Smith als „Beste Hauptdarstellerin“
- Nominierung für das „Beste Szenenbild“ (John Box, Gil Parrondo und Robert W. Laing)
- Nominierung für die „Beste Kamera“ (Douglas Slocombe)

Golden Globe Awards 1973
- Nominierung als „Bester Film – Komödie oder Musical“
- Nominierung für Maggie Smith als „Beste Hauptdarstellerin – Komödie oder Musical“
- Nominierung für Alec McCowen als „Bester Nebendarsteller“

British Academy Film Awards 1974
- Nominierung für die „Beste Kamera“ (Douglas Slocombe)

Edgar Allan Poe Award 1973
- Nominierung für das „Beste Filmdrehbuch“ (Jay Presson Allen und Hugh Wheeler)